# Lobelia fugax
Lobelia fugax är en klockväxtart som beskrevs av Heenan, Courtney och P.N.Johnson. Lobelia fugax ingår i släktet lobelior, och familjen klockväxter. Inga underarter finns listade i Catalogue of Life.